# ФК Сфънтул Георге
„Сфънтул Георге“ (на молдовски: Sfântul Gheorghe) е молдовски футболен клуб от село Сурученъ. Играе в Националната дивизия на Молдова на Молдова.

## Успехи
- Национална дивизия на Молдова:
  - 4-то място (2): 2020/21, 2021/22
- Купа на Молдова:
  -  Носител (1):  2020/21
  -  Финалист (1): 2018/19
- Дивизиона „А“: (2 ниво)
  -  Победител (2): 2008/09, 2016/17